# Roy Clayton
Roy Charles Clayton (sinh ngày 18 tháng 2 năm 1950) là một cựu cầu thủ bóng đá người Anh thi đấu ở Football League ở vị trí tiền đạo.